# Elisabetta la Cumana
Elisabetta la Cumana (in ungherese Kun Erzsébet; 1240 – 1290) è stata regina consorte d'Ungheria di Stefano V d'Ungheria. Divenne reggente del regno d'Ungheria nel periodo della minorità del figlio Ladislao IV, anch'egli detto il Cumano, dal 1272 al 1277.